# Compagnie brandebourgeoise africaine
 (juin 2023).
Si vous disposez d'ouvrages ou d'articles de référence ou si vous connaissez des sites web de qualité traitant du thème abordé ici, merci de compléter l'article en donnant les références utiles à sa vérifiabilité et en les liant à la section « Notes et références ».

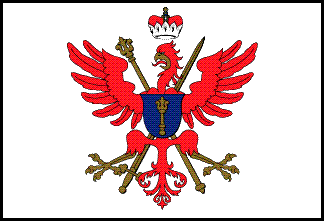
Drapeau de la CBA. Aigle rouge sur fond blanc

La Compagnie brandebourgeoise africaine (CBA) de 1682, appelée plus tard la Compagnie brandebourgeoise-africaine-américaine (CBAA), est une compagnie brandebourgeoise-prussienne dont le but est le commerce extérieur avec l'Afrique de l'Ouest et l'Amérique du Nord. Elle participe au commerce triangulaire entre l'Europe, l'Afrique et l'Amérique, faisant le commerce de marchandises coloniales et d'esclaves. Le port d'attache est Emden, et elle a des bases en Afrique de l'Ouest (notamment la colonie Groß Friedrichsburg) et dans les Caraïbes.
Sa création sous le prince électeur Friedrich Wilhelm est étroitement liée à l'action du Hollandais Benjamin Raule, au service du Brandebourg, et au développement accéléré de la marine de Brandebourg. La compagnie commerciale est également considérée comme la première société anonyme allemande. Elle est fondée en 1711 par le roi de Prusse Frederick Ier.

## Contexte

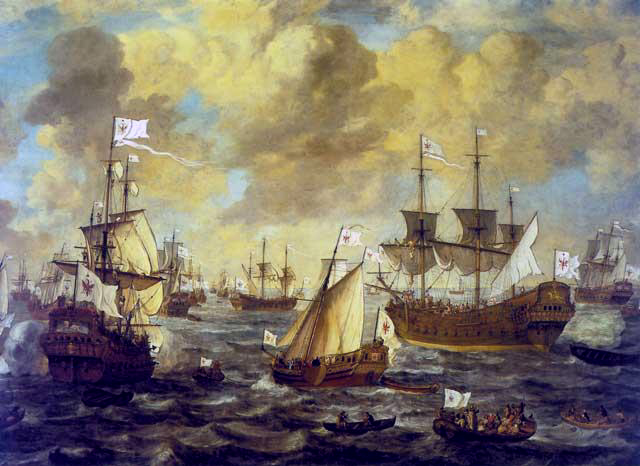
La marine de Kurbrandenburg en haute mer

Les voyages d'exploration européens du XVIe et du début du XVIIe siècle ont eu pour effet d'élargir les horizons et les ambitions politiques des souverains européens grâce à l'extension du « monde connu ». La navigation, le commerce maritime, la possession de flottes de guerre et de colonies jouent un rôle décisif dans les luttes de rivalité et de concurrence qui éclatent entre les puissances européennes pour les territoires nouvellement découverts.
Le Brandebourg-Prusse de Frédéric-Guillaume revendique égalementune nouvelle place dans le concert des grandes puissances. Le modèle des Brandebourgeois est la petite république des Pays-Bas qui, grâce au commerce outre-mer et à une grande flotte marchande, était devenue une puissance commerciale et économique dominante. Dès 1651, le prince-électeur prévoyait de créer une compagnie commerciale d'Asie de l'Est, mais il ne trouva pas d'investisseurs pour cela. Le prince électeur n'abandonna pas pour autant ses ambitions coloniales.
À l'instigation du marchand et armateur hollandais Benjamin Raule la première expédition commerciale en Afrique de l'Ouest est entreprise en 1680/81 sous le pavillon du Brandebourg. Pour cette entreprise, le prince électeur ne fournit que l'équipage des deux navires et son pavillon ; les coûts et les risques étaient à la charge exclusive de Raule et de ses associés. La véritable mission de l'électeur était de négocier de l'or, de l'ivoire, des céréales et des esclaves sur la côte guinéenne et d'offrir ces « marchandises » à la vente à Lisbonne, Cadix ou « sous le manteau ». En mai 1681, cette expédition réussit à conclure un traité commercial avec les tribus ahantas de la côte de l'or, entre Axim et le Cap des Trois Pointes. Le contrat stipulait que les Brandebourgeois pouvaient établir une base commerciale armée dans un délai d'un an et que les Africains qui s'y trouvaient offriraient leurs marchandises exclusivement aux Brandebourgeois.

## Histoire

### Fondation de l'entreprise en 1682

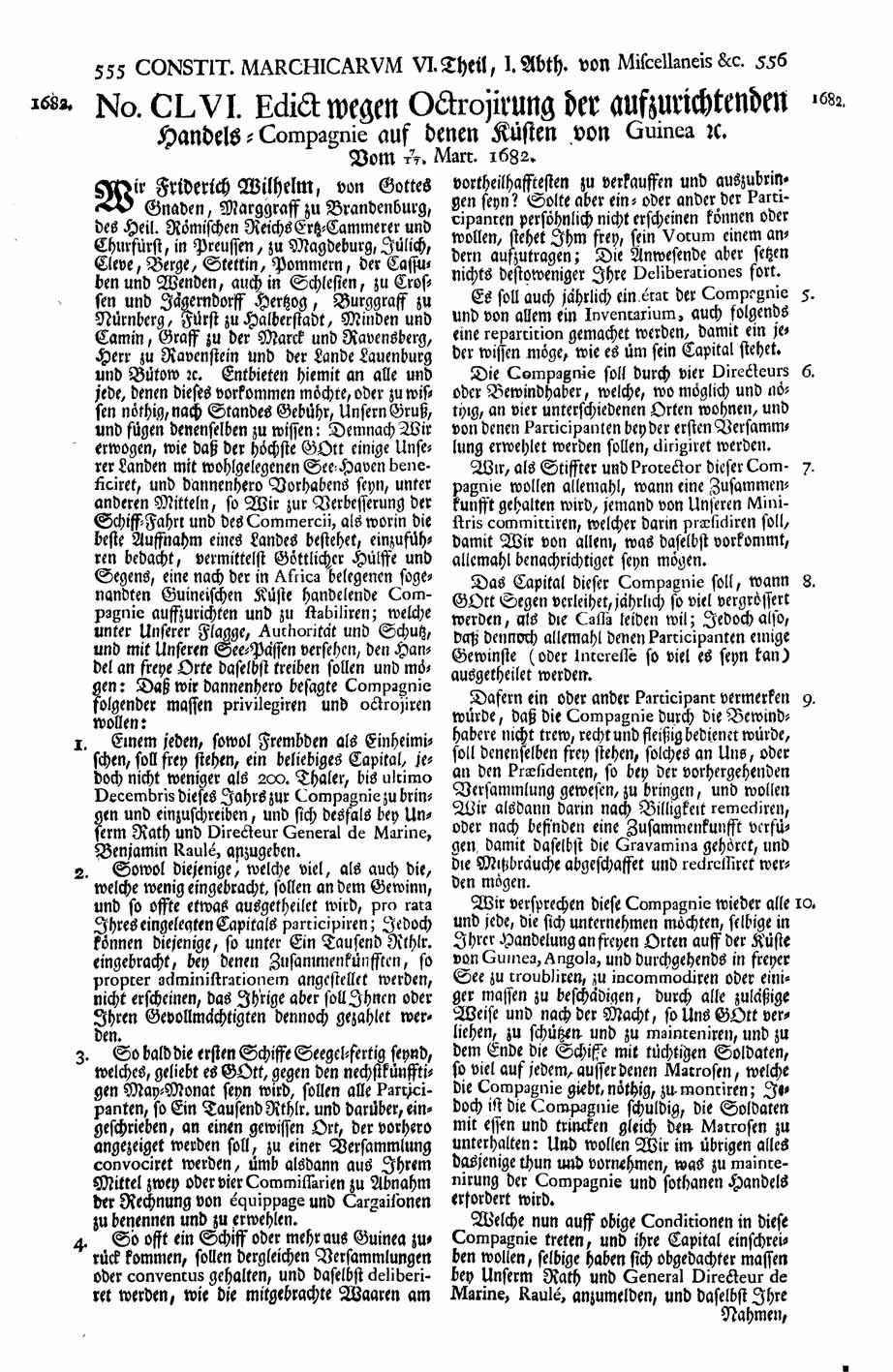
Édit électoral du 7 mars 1682, qui aboutit à la fondation de la BAC

Après le retour de la première expédition en août 1681, le Grand Electeur, fort de ce succès, se prononça pour la poursuite du projet africain. Le 7 mars 1682, il annonça la création de la « Compagnie de commerce sur les côtes de Guinée par l'édit d'Octroyation de la Compagnie de commerce à créer sur les côtes de Guinée ».
La société est dotée d'un capital social de 50 000 Reichstalern, dont 48 000 thalers sont souscrits. Rebaptisée plus tard Brandenburgisch-Afrikanische Handelscompagnie (BAC), la compagnie commerciale obtint pour 30 ans le monopole brandebourgeois du commerce en Afrique de l'Ouest de poivre, de l'ivoire, de l'or et des esclaves pendant 30 ans, ainsi que le droit de créer sa propre bases. L'équipage et l'équipement étaient fournis par le prince électeur. Il accordait également à la société le droit de conclure en son nom ses propres contrats avec la population locale. La société disposait de sa propre juridiction, avait le droit d'entretenir sa propre armée et de mener des guerres défensives outre-mer. La BAC était co-représentée par le prince-électeur dans les cours européennes. Toute personne achetant une action d'une valeur nominale minimale de 200 thalers pouvait devenir associé de la société. L'influence réelle sur la société dépendait toutefois du montant de la contribution. Ainsi, on ne disposait d'une voix qu'à partir d'une valeur nominale de 1 000 thalers. Il était strictement interdit à tous les employés de la compagnie d'exercer un commerce privé outre-mer. La surveillance de la compagnie était assurée par le prince électeur de Brandebourg. Le premier président de la compagnie fut Dodo II. Baron d'Innhausen et de Knyphausen.

### Transfert du CBA de Königsberg à Emden, 1683

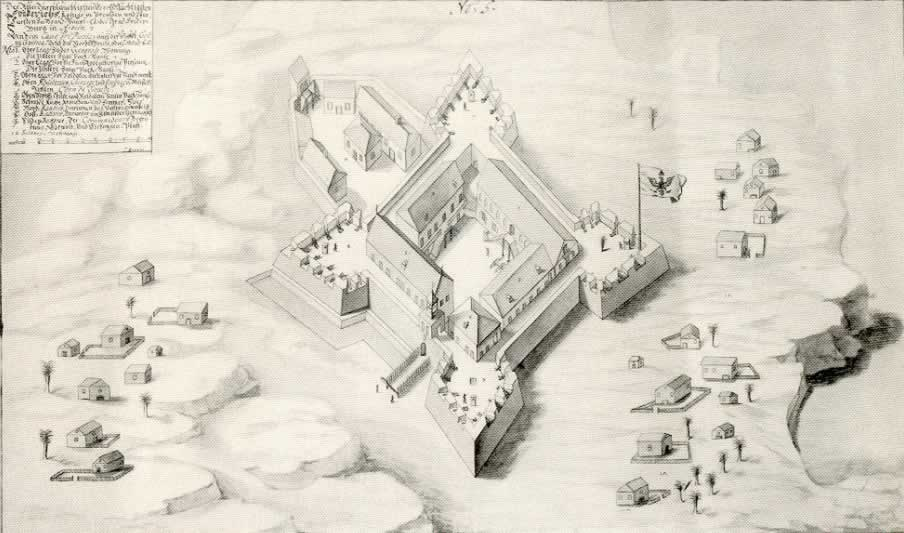
Vue de Groß-Friedrichsburg au moment de son achèvement après 1686

Pour de nombreuses raisons, les anciens ports navals brandebourgeois de Königsberg et Pillau ne convenaient pas comme ports principaux pour la société commerciale nouvellement fondée. Ainsi, la mer Baltique n'était pas navigable pendant quatre mois en hiver, la traversée du Kattegat est dangereuse et le Danemark pouvait bloquer l'Öresund à tout moment, même si le Danemark et le Brandebourg avaient de très bonnes relations.
C'est ainsi que le prince électeur a élaboré des plans pour l'acquisition d'un port en haute mer sur la mer du Nord. Il choisit la ville d'Emden, car le port y était considéré à l'époque comme l'un des meilleurs d'Europe. À cette époque, la princesse de la Frise orientale est en conflit avec les domaines de la Frise orientale. Profitant de cette situation, le prince électeur s'est mis d'accord avec les états d'Emden, qui étaient intéressés par un affaiblissement de la princesse. Sous prétexte d'une mission impériale de protection du pays, le prince électeur, en accord avec le Danemark, fit embarquer 300 soldats brandebourgeois à Glückstadt le 26 octobre 1682. Le 6 novembre, la prise du château de Greetsiel eut lieu après l'approbation des états d'Emden et la capitulation de la garnison, qui ne comptait que 16 hommes, par accord. Six mois plus tard, le 22 avril 1683, les Brandenburger purent négocier un traité de commerce et de navigation avec les états d'Emden. Dès lors, Emden devint le siège de la Compagnie brandebourgeoise d'Afrique.
Un autre contrat négocié le 4 août 1683 stipulait que les États d'Emden participeraient à la compagnie à hauteur de 24 000 Reichstalern (remboursés en 1686 par le prince-électeur à la suite des plaintes des États) et qu'ils recevraient un tiers des bénéfices de la compagnie.

### Du CBA au CBAA (1683-1692)
Au cours de la période qui suivit, la société s'établit sur la partie occidentale de la côte de l'actuel Ghana, appelée la Côte de l'Or. Le 1er janvier 1683, la première base brandebourgeoise en Afrique de l'Ouest, le fort Groß Friedrichsburg est construit à Pokesu (actuel Princes Town). La colonie éponyme du Grand Friedrichsbourg était constituée d'une bande côtière d'environ 30 à 50 km de long et comprenait, outre le fort du Grand Friedrichsbourg, le fort Dorothea et du fort Louise, fondés en 1684, ainsi qu'un point d'appui fondé en 1685 près de Takoradi, qui fut toutefois conquis par la Compagnie néerlandaise des Indes occidentales en 1687. En 1685, les Brandebourgeois occupèrent l'île d'Arguin au large de l'actuelle Mauritanie et restaurèrent l'ancien fort portugais qui s'y trouvait. Un traité fut conclu avec le Danemark, autorisant les Brandebourgeois à utiliser l'île caribéenne de Saint-Thomas. Les conditions de base pour le commerce triangulaire étaient ainsi réunies.
La mise en place et l'entretien de ces bases entraînaient des coûts élevés. De plus, les commerçants impliqués dans la compagnie étaient sujets à la corruption et faisaient du commerce plutôt pour leur propre poche que pour la compagnie. La rivalité avec les autres compagnies commerciales européennes conduisait régulièrement à la saisie de navires brandebourgeois, qui n'étaient restitués qu'après de longues négociations. L'administration de la marine de l'électorat brandebourgeois et celle de la compagnie de commerce furent réunies, ce qui eut pour effet de supprimer la séparation entre la flotte et le commerce, encore envisagée en 1684. En 1692, la CBAétait finalement en faillite.
Par un édit du prince-électeur de 1692, la CBA fut transformée en Compagnie africaine-américaine de Brandebourg (CBAA). D'après les privilèges obtenus, elle ressemblait à son prédécesseur, mais était encore plus proche de son modèle, la Compagnie néerlandaise des Indes orientales, en ce qui concerne la structure organisationnelle.

### Déclin et fin de CBA (1693–1711)
En raison de la multiplication des querelles entre associés, des attaques de pirates sur les bases et des nombreuses pertes de navires, la compagnie perdit toute confiance auprès de ses bailleurs de fonds. En 1700, seuls 11 des 34 navires (1684) battaient encore pavillon brandebourgeois. C'est ainsi qu'entre 1699 et 1709, seuls quelques navires furent encore armés par la BAAC. Les bases ne pouvaient plus être suffisamment approvisionnées. En 1711, le roi Frédéric Ier reprit la compagnie de commerce en possession de l'État, sans aucune résistance de la part des membres. Au bout de trente ans, la compagnie commerciale cessa d'exister. Au cours des deux décennies suivantes, le nouveau roi de Prusse se concentra uniquement sur la liquidation des biens et de l'inventaire de l'entreprise.

## Conclusion
Le principal problème de la BAC a été, tout au long de son existence, les moyens financiers limités dont elle aurait eu besoin si elle avait voulu s'imposer à long terme dans le commerce outre-mer face à ses concurrents européens. Un autre facteur d'échec de la société était le manque d'infrastructure économique de la mère patrie, la Brandebourg-Prusse. À l'époque, le pays n'était pas en mesure de transformer les marchandises importées, et il n'existait pas non plus de débouché national suffisant sous la forme d'une large couche de personnes aisées disposant des moyens financiers pour acquérir ces produits. En Amérique, les Brandebourgeois ont en outre omis de créer des colonies de plantation qui auraient pu fournir en continu des produits coloniaux à la métropole. Le seul commerce avec l'Amérique ne permettait pas de réaliser des bénéfices durables.